# バンク・コンピュータ・サービス
株式会社バンク・コンピュータ・サービス（通称：BCS）は、大阪府泉佐野市に本社を置き、主として旧泉州銀行・大正銀行・鳥取銀行を対象としたシステムの企画・開発・運用・保守などを行っていた企業。鳥取銀行、池田泉州ホールディングスの持分法適用関連会社であった。

## 概要
参加3行とも三和銀行（現：三菱UFJ銀行）の親密地銀で、泉州銀行・鳥取銀行・TIS・日立製作所の共同出資により、銀行側主導で設立された。参加行の要望の調整を含め、企画・開発・運用の全てをBCSが担当するのが特徴であり、システムは日立製作所製メインフレームで稼動していた。
しかし、泉州銀行が池田銀行に吸収されることに伴い、池田側のシステムに片寄せされ撤退。また鳥取銀行も池田が採用しているNTTデータ地銀共同センターへ移行したほか、大正銀行も2015年1月4日、NEXTBASEへリプレースした。これに伴い、BCSによるシステム稼働行は皆無となり、2015年3月31日に解散を決議した。

## 沿革
- 2000年
  - 5月 - 泉州銀行(当時)・鳥取銀行がシステム共同化について基本合意。
  - 12月27日 - 泉州銀行・鳥取銀行・TIS・日立製作所が共同出資し、株式会社バンク・コンピュータ・サービスを設立。本社を大阪府泉佐野市の泉州銀行システムセンターに設置。
- 2001年5月 - 泉州銀行・鳥取銀行がBCS共同利用型基幹システムへ移行、稼働開始。
- 2003年9月 - 大正銀行の参加が決定（ただし、参加のみで出資はしていない）。
- 2004年8月2日 - バックアップセンターを愛知県西春日井郡師勝町（現：北名古屋市）のUFJ銀行（現：三菱UFJ銀行）師勝ビルに設置、稼働開始。
- 2005年5月6日 - 大正銀行がBCS共同利用型基幹システムへ移行。
- 2010年5月1日 - 泉州銀行が池田銀行に吸収合併され、解散。以降は、池田泉州銀行の旧泉州店部分のシステムのみを2011年12月まで手がける形となる。
- 2012年
  - 1月4日 - 池田泉州銀行の旧泉州店が、システム統合（旧池田側のNTTデータ地銀共同センターへ片寄）に伴い離脱。
  - 5月7日 - 鳥取銀行がNTTデータ地銀共同センターにリプレースしたことに伴い、システムから離脱。
- 2015年
  - 1月4日 - 大正銀行がNEXTBASEへリプレースしたことに伴い、システムから離脱。
  - 3月31日 - 解散を決議。
- 2016年
  - 7月28日 - 清算手続き完了。

## 事業所
- 本社・開発センター・本番系運用センター
  - 大阪府泉佐野市りんくう往来北1番地5 泉州銀行システムセンター
- バックアップセンター
  - 愛知県北名古屋市鹿田3962番地2 三菱UFJ銀行師勝ビル